# Roseberry Reservoir
Roseberry Reservoir är en reservoar i Storbritannien.   Den ligger i riksdelen Skottland, i den centrala delen av landet, 500 km norr om huvudstaden London. Roseberry Reservoir ligger 275 meter över havet. Den ligger vid sjön Gladhouse Reservoir. Trakten runt Roseberry Reservoir består i huvudsak av gräsmarker.